# 五祖寺
五祖寺（ごそじ）は、中華人民共和国湖北省黄岡市黄梅県五祖鎮にある仏教寺院。

## 歴史
唐の永徽5年（654年）、禅宗の五祖の弘忍により東山寺として開かれた。大中2年（848年）、宣宗により「大中東山寺」の名を賜った。
北宋の景徳年間、真宗により「真慧禅寺」の名を賜った。治平年間、英宗により「天下祖庭」の額を賜った。崇寧元年（1102年）、徽宗から「天下禅林」の額を賜った。師戒・法演・表自・宗抜・圜悟克勤・仏鑑慧懃・仏眼清遠が相継いで住持となった。南宋末の兵火により焼失した。
元の至元19年（1282年）、了行禅師により再興された。皇慶2年（1313年）、弘忍の金身は寺に安置された。至治2年（1322年）、僧侶の法式は寺院を修復しており、大雄宝殿・蔵経閣は法式により建立された。至順2年（1331年）、文宗により「東山五祖寺」の名を賜った。
1927年に五祖寺は火災によって建物をすべて焼失した。
1966年、毛沢東が文化大革命を発動し、寺院の宗教活動は中止に追い込まれた。紅衛兵により對寺廟などの宗教施設が徹底的に破壊された。寺内のすべての文化財が消えた。1983年、中華人民共和国国務院は仏寺を漢族地区仏教全国重点寺院に認定した。2006年5月、中華人民共和国国務院は仏寺を全国重点文物保護単位に認定した。

## 伽藍

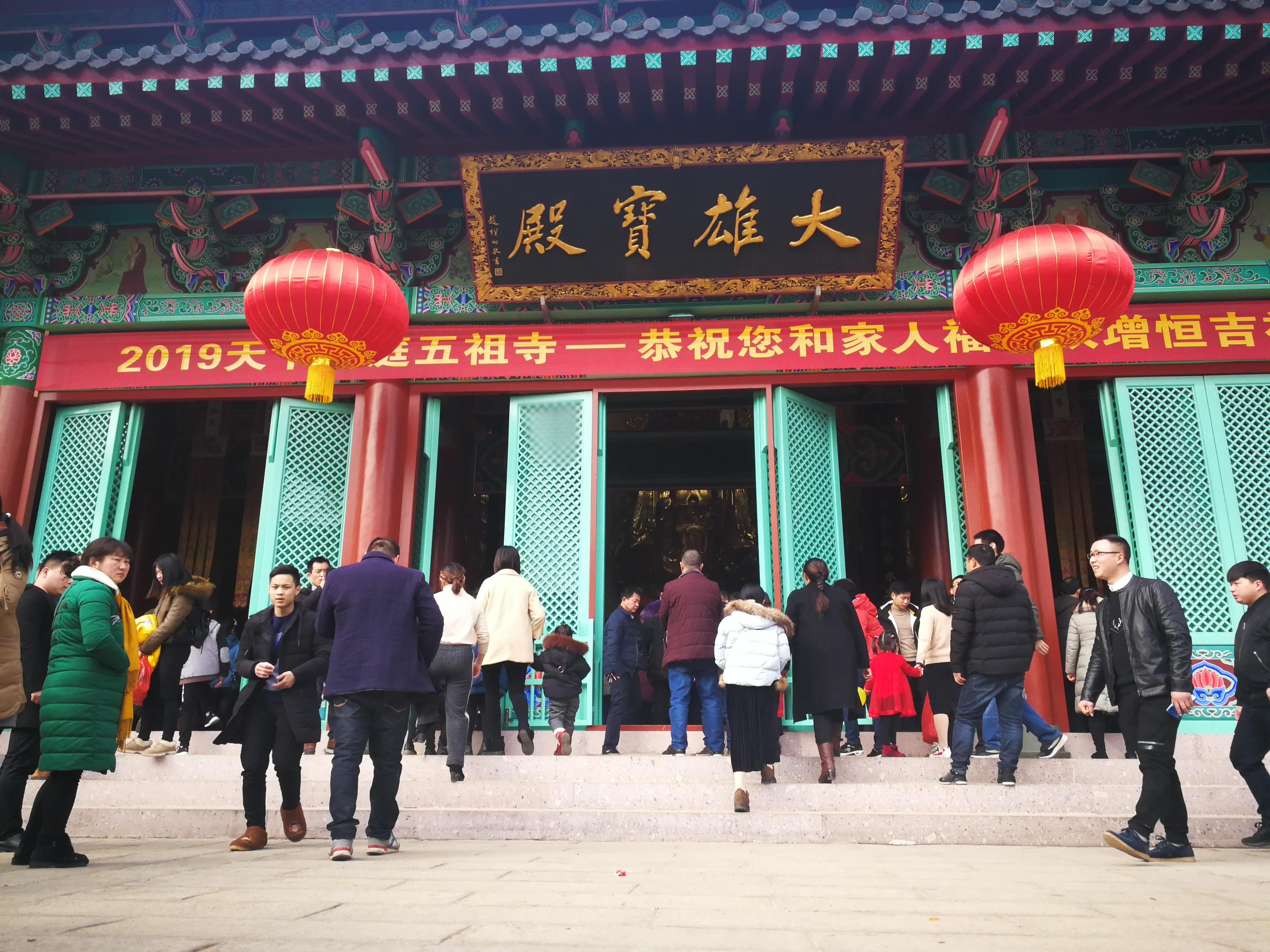
大雄宝殿

山門、天王殿、大雄宝殿、毗盧殿、肉身殿、蔵経閣
天王殿の扁額「真慧禅寺」に北宋の真宗が書いた作品がある。現在の「大雄宝殿」にある扁額は中国仏教協会会長である趙樸初が執筆したものである。

## 文学
北宋には、欧陽脩が此に游び、『初晴独遊東山寺五言六韻』を留めている：「日暖東山去、松門数里斜。山林隠者趣、鐘鼓梵王家。地僻遅春節、風清変物華。雲光漸容与、鳥哢已交加。冰下泉初動、煙中茗未芽。自憐多病客、来探欲開花。」